# 中国稲荷山鋼索鉄道

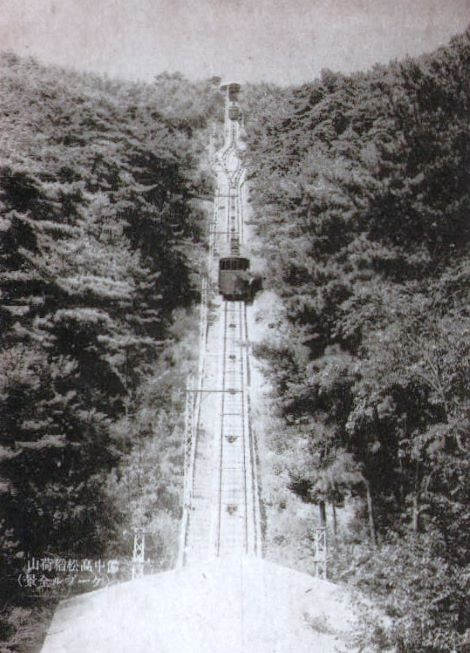
麓から見上げたケーブルカーの路線と車両
（「備中高松稲荷山 参拝記念繪葉書」の一枚）

中国稲荷山鋼索鉄道（ちゅうごくいなりやまこうさくてつどう）は、岡山県岡山市高松稲荷にある最上稲荷の境内である龍王山を1944年（昭和19年）まで走っていたケーブルカーである。

## 路線データ
- 路線距離（営業キロ）：0.4km
- 軌間：1067mm
- 駅数：2駅（起終点駅含む）
- 高低差：167m

## 車両
- 製造元：日本輸送機製作所
- 定員：50人乗
- 車号：A、B
- 寸法：長さ約9.1m、幅約2.6m、高さ約3.9m
- 材質：木造
- 制動方式：ギーセライベルン式

## 歴史
現在のJR西日本津山線・吉備線を運営していた中国鉄道（現在の中鉄バス）の子会社の路線として、1929年（昭和4年）2月9日に、山下 - 奥ノ院間0.4kmが開業した。当時の中国地方では唯一のケーブルカー路線であった。所要時間は4分、運転間隔は20分毎であった。
太平洋戦争中に不要不急線に指定され、1944年（昭和19年）6月1日に鉄材供出の名目で撤去され、廃止された。
戦後に復活計画が浮上し、1961年（昭和36年）に稲荷山観光ケーブルが設立され、同年7月11日に鉄道敷設免許を取得したが、1966年（昭和41年）11月10日に失効して実現しなかった。
- 1925年（大正14年）8月29日：備中高松稲荷山鋼索鉄道に対し鉄道免許状下付[1]
- 1927年（昭和2年）
  - 6月16日：稲荷山ケーブルカーへ社名変更届出[2]
  - 7月28日：稲荷山ケーブルカー株式会社設立[3][4]
- 1929年（昭和4年）
  - 1月7日：中国稲荷山鋼索鉄道へ社名変更届出[5]
  - 2月9日：開業[6]
- 1944年（昭和19年）6月1日：廃止

## 駅一覧
山下駅 - 奥ノ院駅

## 接続路線
- 山下駅：中国鉄道稲荷山線（稲荷山駅）

## 輸送・収支実績
| 年度 | 乗客（人） | 営業収入（円） | 営業費（円） | 益金（円） | その他損金（円） | 支払利子（円） |
| ---- | ---------- | -------------- | ------------ | ---------- | ---------------- | -------------- |
| 1929 | 194,460    | 22,378         | 16,388       | 5,990      |                  | 260            |
| 1930 | 138,289    | 16,455         | 14,176       | 2,279      | 雑損1,836        | 311            |
| 1931 | 124,770    | 13,636         | 13,192       | 444        |                  | 423            |
| 1932 | 104,953    | 11,728         | 11,090       | 638        | 償却金236        | 402            |
| 1933 | 108,781    | 11,967         | 11,152       | 815        | 償却金116        | 699            |
| 1934 | 100,942    | 11,553         | 11,173       | 380        |                  | 327            |
| 1935 | 126,187    | 13,501         | 12,453       | 1,048      | 償却金847        | 254            |
| 1936 | 107,915    | 11,829         | 11,315       | 514        | 303              | 211            |
| 1937 | 125,941    | 13,290         | 11,630       | 1,660      | 償却金1,503      | 157            |
| 1939 | 127,714    |                |              |            |                  |                |
| 1941 | 189,911    |                |              |            |                  |                |
| 1943 | 報告書未着 |                |              |            |                  |                |

- 『鉄道統計資料』『鉄道統計』『国有鉄道陸運統計』各年度版

## 廃線跡の現状
最上稲荷の本殿裏の右手を上がっていった場所に山下駅があったが、新本殿の建設に伴い山下駅跡地へ旧本殿（霊応殿）が移設されており、現在は当時の駅は跡形もない。奥の院への参道の入り口を入り、右に向かって行ったところにある直線の階段がケーブル跡。その脇には、当時の排水溝や路盤のコンクリート、さらによく探せばボルトが残っている。その先から路線跡はとても深い薮となっている。そこから元の奥の院への参道をしばらく登っていくと、参道右脇に石垣があるが、それが奥の院駅のホーム跡の一部である。そこから中に入っていくと、木こそ茂っているが乗降場や車両の巻上機の台座などが残っている。駅舎はホームを上がった一番上のところにあったという（奥の院駅前の広場。現在は使われていないが、ラジオ塔は、当時のまま今も残っている）。再び元の参道に戻り、さらに上に上がったところに奥の院への鳥居がある。ケーブルカーが運行していた時代には、奥の院駅前の広場には茶店などの店が数軒あった。
当時のケーブルカーの写真や資料などは、最上稲荷に保管されている。